# Лойсага Мачаин, Карлос
Карлос Лойсага Мачаин (исп. Carlos Loizaga Machaín) — парагвайский военный и политический деятель середины XIX века.

## Биография
Уроженец Асунсьона. Во время политических пертубаций середины XIX века выступал за присоединение Парагвая к Аргентине, в результате чего оказался в оппозиции к правительству Франсиско Солано Лопеса и был вынужден отправиться в изгнание в Буэнос-Айрес.
Во время Парагвайской войны вступил в сформированный из парагвайских эмигрантов Парагвайский легион, воевавший на стороне Тройственного альянса против Парагвая. Когда Сирило Риварола провозгласил себя новым главой Парагвая — 15 августа 1869 года вошёл в созданную им правящий триумвират; также занимал в этом правительстве посты министра иностранных дел, министра армии, министра флота и министра юстиции. 30 августа 1870 года после протестов против передачи 2/3 территории Парагвая Бразилии был выслан военными властями за аргентинскую границу.